# Archiv AP-HP

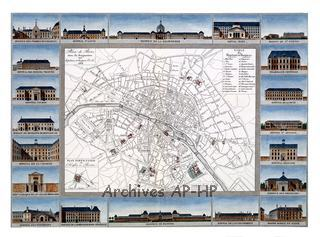
Plán Paříže s vyobrazevím civilních nemocnic, 1818.

Archiv AP-HP je instituce Assistance Publique – Hôpitaux de Paris (AP-HP). Archiv je jednou ze dvou složek Oddělení kulturního dědictví, druhou je Musée de l'Assistance publique – Hôpitaux de Paris.

## Historie
V 17. století bylo v Hôtel-Dieu vytvořeno místo archiváře a archiválie byly v roce 1733 umístěny ve vyhrazené budově.
Když byla vytvořena Generální rada pařížských nemocnic a hospiců, byly archivy Hôtel-Dieu, všeobecné nemocnice a nevyléčitelných sloučeny. 
Dne 25. května 1871 vypukl během krvavého týdne požár v sídle Assistance Publique na Avenue Victoria, který zničil ¾ fondů. Kolem roku 1905 archiv převzal rozsáhlou sbírku archiválií dosud uložených v kancelářích správy a nemocnic. Listiny a matriky se od té doby do archivu předávají pravidelně.
V roce 1941 se archiv přestěhoval do rue des Minimes ve 3. obvodu.
V roce 1983 byla v nemocnici Bicêtre otevřena velkokapacitní přístavba pro velké fondy. V roce 2004 archiv zpřístupnil sbírku fotografií AP-HP.
V roce 2019 se archiv z rue des Minimes v Paříži přestěhoval do nemocnice Bicêtre na adresu 78, rue du Général Leclerc 94 270 Le Kremlin-Bicêtre.
Archiv má za úkol především:
- shromažďovat, třídit, uchovávat a zpřístupňovat všechny archivní fondy ústředí a 39 nemocničních poboček AP-HP
- dohlížet na správu dokumentů AP-HP ohledně jejich archivace a školení personálu v nemocničních archivech.

## Složení fondů

### Staré fondy (13. – 18. století)
Bývalé nemocnice a ústavy: Hôtel-Dieu; Saint-Jacques-aux-Pilgrims; Hôpital Général; Incurables; Trinité; Hospice des Enfants-Rouges; Enfants-Trouvés; Saint-Esprit-en-Grève; sbírka Fosseyeux z počátku 20. století; analytické soupisy a staré přepisy dokumentů zničených v roce 1871. Tyto prostředky se týkají majetku institucí (dary a odkazy, koupě), jejich privilegií, jejich každodenní správy a vzácněji i pacientů.

### Správní fondy (po roce 1790)
Tyto fondy pocházejí z činnosti nemocnic, hospiců, domovů důchodců, sanatorií a nadací, které tvoří AP-HP:
- administrativní správa pacientů díky sbírkám adresářů a registrů obyvatel, evidence přijetí, propuštění, narození a úmrtí
- provoz zařízení - personální, hospodaření atd.

Poskytuje informace o ústřední správě AP-HP, jejím řízení a výkonu dozoru, jakož i o jejích obecných službách (hlavní sklad, prádelna, řeznictví, centrální lékárna atd.), jejích školách a školících centrech. Fondy Assistance publique jsou zde uloženy až do jejího připojení k městu Paříži v roce 1969: asistenční služba dětem, ředitelství chův, pomoc v domácnosti, charitativní kanceláře. Kromě toho existuje několik soukromých fondů.

### Lékařské záznamy
Archiv spravuje soubor historických lékařských fondů pocházejících od 18. století až po současnost, který zahrnuje vzorky zdravotních spisů a registrů zdravotnického charakteru (laboratorní registry, provozní zprávy, laboratoře).

### Obrazový archiv
Rozsáhlá sbírka obrazů v různých médiích ilustruje všechny aspekty nemocničního života od počátku 20. století: architektura interiéru a exteriéru, materiály, léčebné postupy, běžný provoz, portréty, události atd. K nim se řadí i bohatá sbírka stavebních plánů zejména z období ancien régime a 19. století, plakáty nebo filmy.

### Knihovna
Zahrnuje více než 30 000 knih a 500 periodik nebo recenzí týkajících se historie nemocnic, charit a pomoci nejchudším.

## Digitalizované fondy
Zdigitalizované sbírky, do kterých je možné nahlédnout ve studovně, jsou následující:
- Registry obyvatel nemocnic (před rokem 1870)
- Sbírka dekretů a oběžníků (1849-1935)
- Fotografie a pohlednice provozoven AP-HP
- Plány a obrazové dokumenty (1803-1959)